# 中華電信女子籃球隊
中華電信女子籃球隊由中華電信前身交通部電信總局為響應全民體育運動於1972年成立，是台灣女子超級籃球聯賽（WSBL）的其中一支隊伍。長期培育優秀選手，培養出多位球員入選國家隊，近年來更晉升為國內甲組女籃一級勁旅，成績優異。
2018年8月8日中華電信女籃和台灣師大進行簽約儀式，將從高中、大學以及WSBL一條鞭打造「教練團」，新教練團由臺師大女籃教練梁嘉音擔任總教練，加上電信女籃隊執行教練黃曉潔、南山高中女籃隊教練李陸臻共同組成。

## 建教合作學校
- 高中：南山高中
- 大學：台師大
- 過往建教合作學校：太子國中、懷生國中、海山高中、永仁高中

## 外部連結
- 女子超級籃球聯賽官方網站
- 中華電信女子籃球隊的Facebook專頁